# Saadia Bekhor Shor
Pour les articles homonymes, voir Saadia (homonymie) et Shor (homonymie).
Saadia Bekhor Shor serait l'auteur supposé d'un poème sur le nombre de lettres dans la Bible fréquemment publié.

## Œuvre
Le nom de Saadia Bekhor Shor comme auteur de ce poème apparaît pour la première fois dans le Ta'aloumot Hokhma, un livre de Samuel Ashkenazi paru en 1629-1631. C'est sur la foi de cette seule source que Leopold Zunz et Leopold Dukes, suivis par Moritz Steinschneider, concluent que ce Saadia serait le fils de Joseph Bekhor Shor, illustre exégète et tossafiste du XIIe siècle.  
Cependant, il n'existe pas d'autres traces de cet auteur, et le poème est attribué dans des sources plus anciennes, dont un manuscrit massorétique rédigé en Arabie au XIVe siècle et un travail kabbalistique de la même époque, à la figure plus connue de Saadia (ben Joseph) Gaon. Elia Levita affirme de même.
En l'absence d'argument établi remettant en cause l'attribution du poème à Saadia Gaon, il semblerait que Saadia ben Joseph Bekhor Shor résulterait d'une confusion entre deux auteurs, et n'ait en conséquence jamais existé.

## Sources
- Cet article contient des extraits de l'article « BEKOR SHOR, SAADIA » par Louis Ginzberg & Wilhelm Bacher de la Jewish Encyclopedia de 1901–1906 dont le contenu se trouve dans le domaine public.